# Ivor Thomas Percival Hughes
Ivor Thomas Percival Hughes, britanski general, * 1897, † 1962.